# Sébastien Mazure
Sébastien Mazure (Parijs, 20 maart 1979) is een voormalig Franse voetballer (aanvaller). Gedurende zijn carrière speelde hij voor Le Havre AC, AS Saint-Étienne en SM Caen. 
In 2009 stopte hij met profvoetbal na langdurig blessureleed.

## Carrière
- 2000-2001: Le Havre AC
- 2001-2005: SM Caen
- 2005-2006: AS Saint-Étienne
- 2006-2009 : SM Caen